# Transport à Québec

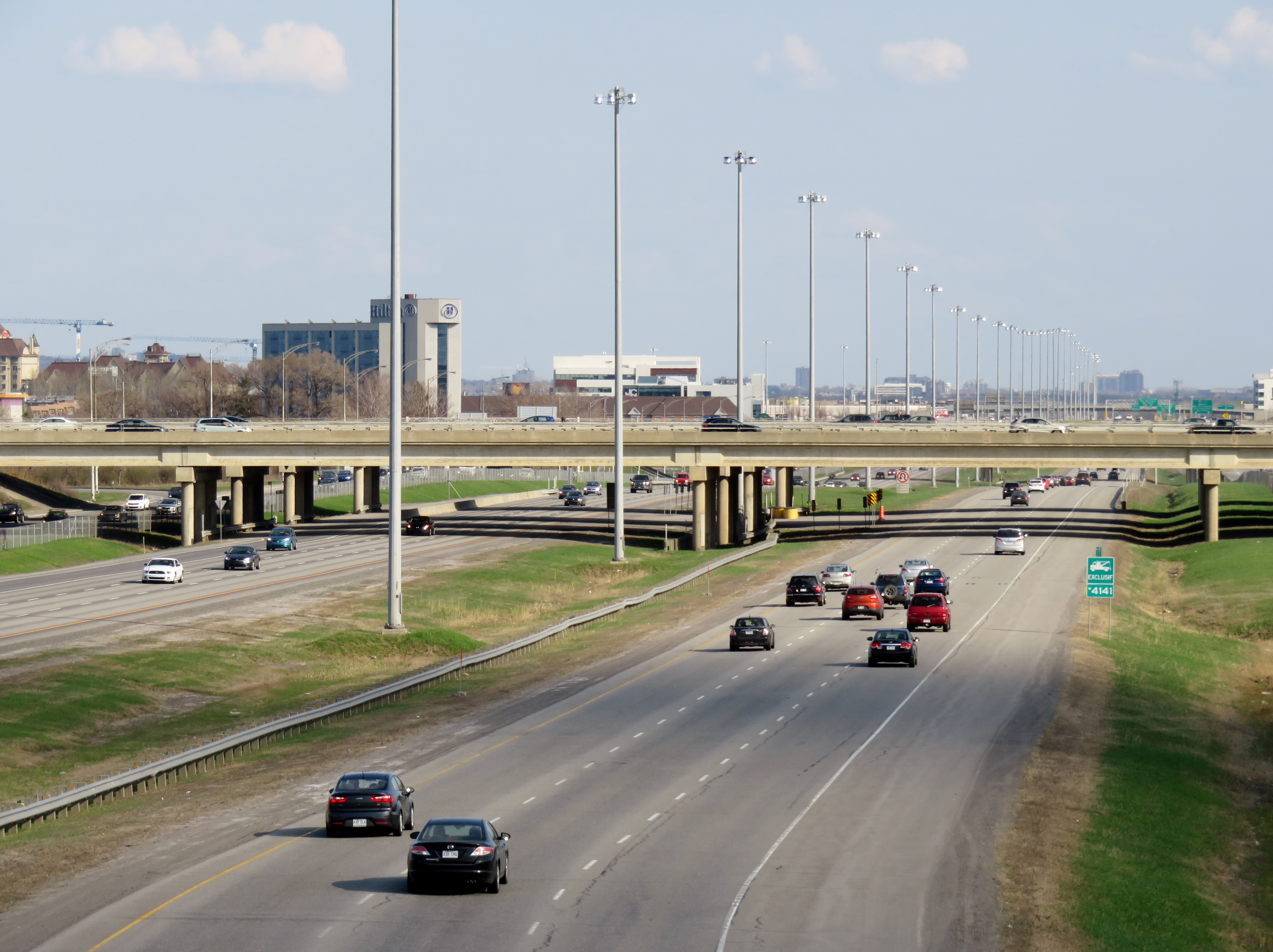
Échangeur autoroutier à Québec

## Aéroport
La région de Québec et l'Est du Québec (2 millions d'habitants) sont desservis par l'Aéroport international Jean-Lesage, situé dans la ville de Québec dans le quartier de l'Aéroport.
La compagnie aérienne Air Maëstro y avait sa base (2006-2007).

## Port
La Ville possède également un port vaste et important sur le fleuve Saint-Laurent qui débute de l'Anse-au-Foulon jusqu'à la Baie de Beauport et le quai Ultramar à Lévis sur la Rive-Sud.
De nombreuses croisières sont offertes vers Québec et de Québec. Depuis plusieurs années, la ville de Québec est l'une des destinations les plus populaires par croisière.

## Ponts
Trois ponts majeurs permettent de traverser le fleuve Saint-Laurent à Québec. Le Pont de Québec et le Pont Pierre-Laporte permettent de traverser le fleuve vers la rive sud (Lévis) situé à l'extrémité sud et un troisième, le Pont de l'Île-d'Orléans, permet de se rendre de la rive nord vers l'Île d'Orléans dans l'est de la ville.
D'autres ponts servent à traverser des rivières, comme le pont Drouin ou le Pont Dorchester, qui enjambent la Rivière Saint-Charles. 
Le territoire de la ville compte près de 84 ponts.
Un projet d'ajouter un lien interrives est discuté depuis plusieurs décennies.

## Réseau routier
Plusieurs autoroutes importantes du réseau routier québécois passent par Québec, dont l'autoroute 40 la reliant vers l'ouest à Montréal et la route 175 la reliant vers le nord à Saguenay.
Trois autoroutes urbaines principales traversent du nord au sud l'agglomération (nommées d'ouest en est) : l'autoroute Henri-IV, l'autoroute Robert Bourassa et l'autoroute Laurentienne. Trois autres autoroutes traversent la ville d'ouest en est (nommées du nord au sud) : l'autoroute Félix-Leclerc , l'autoroute Charest ainsi que le boulevard Champlain, qui longe le fleuve jusqu'au centre-ville, ensuite l'autoroute Dufferin-Montmorency permet de se rendre plus facilement dans l'extrême est de la ville.

## Réseau cyclable
Québec possède un réseau de pistes cyclables bien établi. Par exemple, le Corridor des Cheminots (établi sur un ancien chemin de fer) et le Corridor du Littoral font à eux seuls 62 km. Plusieurs nouvelles pistes sont en aménagement dans l'est de la ville ainsi que dans le sud.
ÀVélo est un système de vélos électriques en libre-service est déployé tous les étés depuis 2022. 

## Traverses

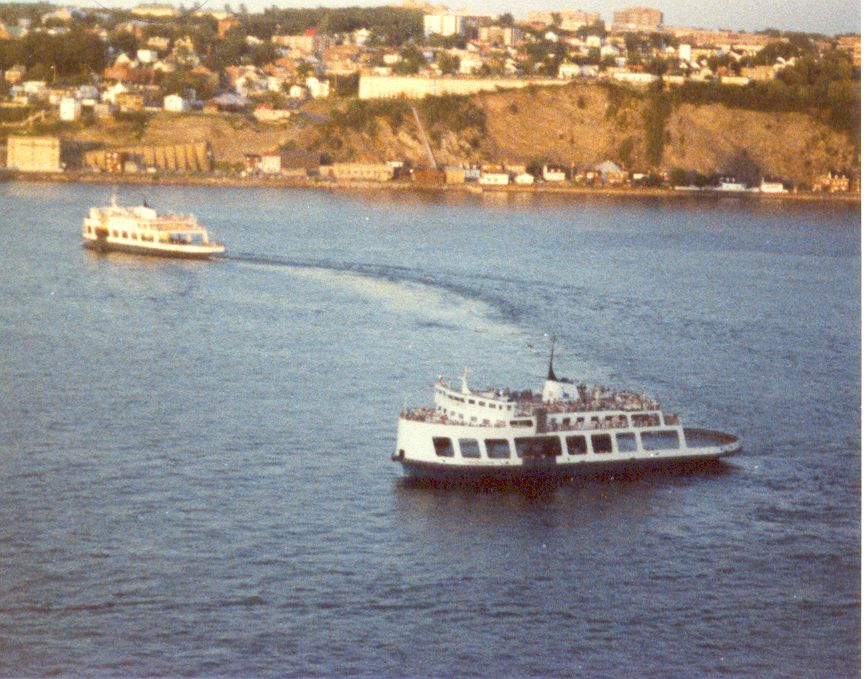
Traversiers de la traverse Québec - Lévis sur le fleuve Saint-Laurent en 1984, géré par la Société des traversiers du Québec.

Le service de traversiers Québec-Lévis offre l'alternative d'accéder aux deux rives. Il est opéré par la Société des traversiers du Québec.
Une navette fluviale est opérationnelle entre Québec et La Côte-de-Beaupré entre 2022 et 2024.

## Trains
La ville est desservie par Via Rail Canada par train à la Gare du Palais, situé dans la Basse-Ville, et constitue le terminus est de son corridor Québec-Windsor.  Une autre gare, la gare de Sainte-Foy, est située près des ponts de Québec et Pierre-Laporte.

## Autobus interurbains
La gare du Palais et la gare d'autocars de Sainte-Foy sont les deux principales gares d'autobus interurbains. Orléans Express et Intercar sont les principales compagnies desservant Québec.

## Transport en commun
Le Réseau de transport de la Capitale (RTC) est responsable du transport en commun par autobus dans toute l'agglomération. Certains autobus de la Société de transport de Lévis viennent à Québec également.
Un projet de tramway est prévu pour 2033 entre Legendre et Charlesbourg.